# ファグア湖の怪物
ファグア湖の怪物（ファグアこのかいぶつ、Monster_of_Lake_Fagua) は、伝承上の生物 。
チリのサンタフェ（Santa Fe）付近の湖に現れたとされる。

## 解説
怪物は1784年にフランスの新聞Courier de L'Europeに掲載された。この記事は現在パリの国立図書館に収蔵されている。

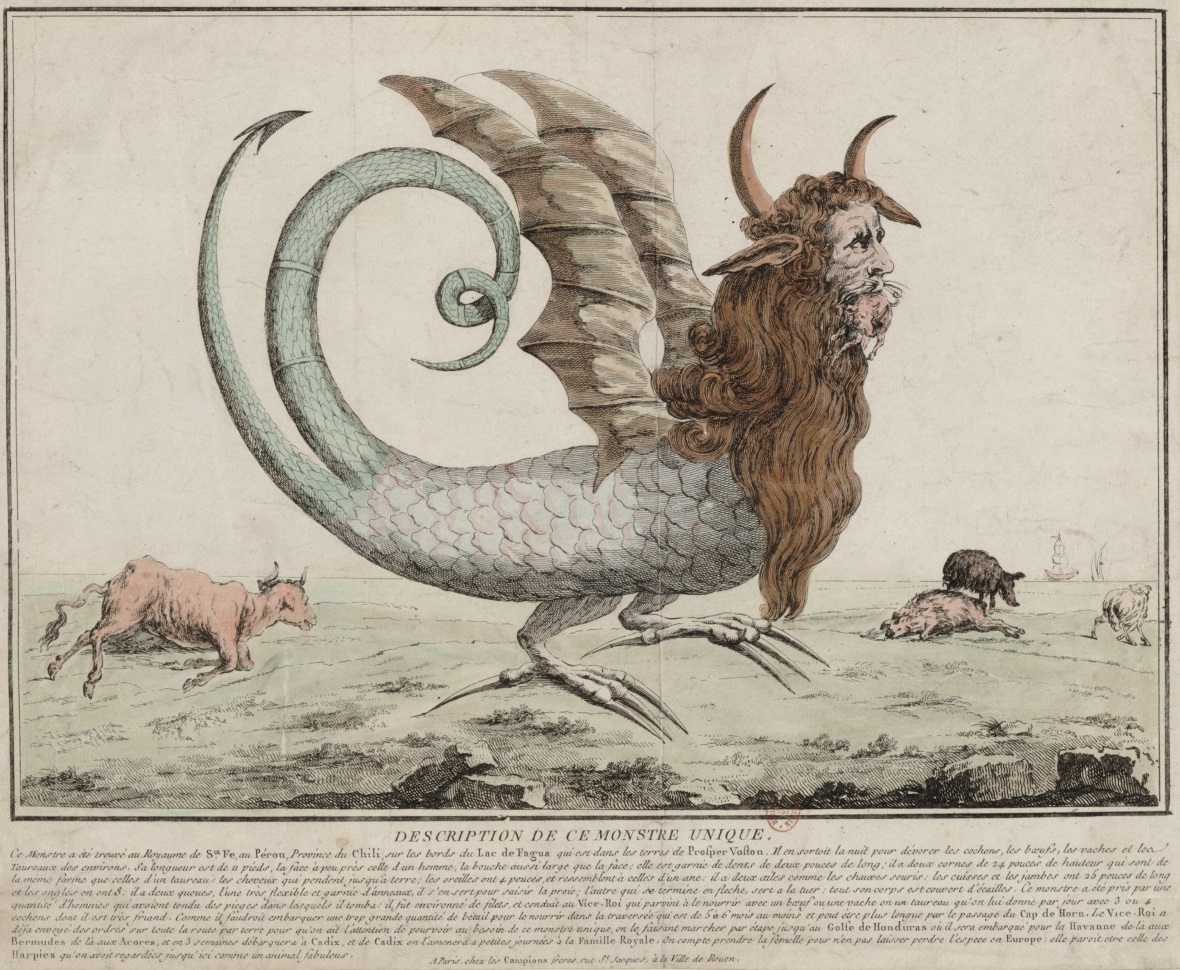
ファグア湖の怪物を描いた絵

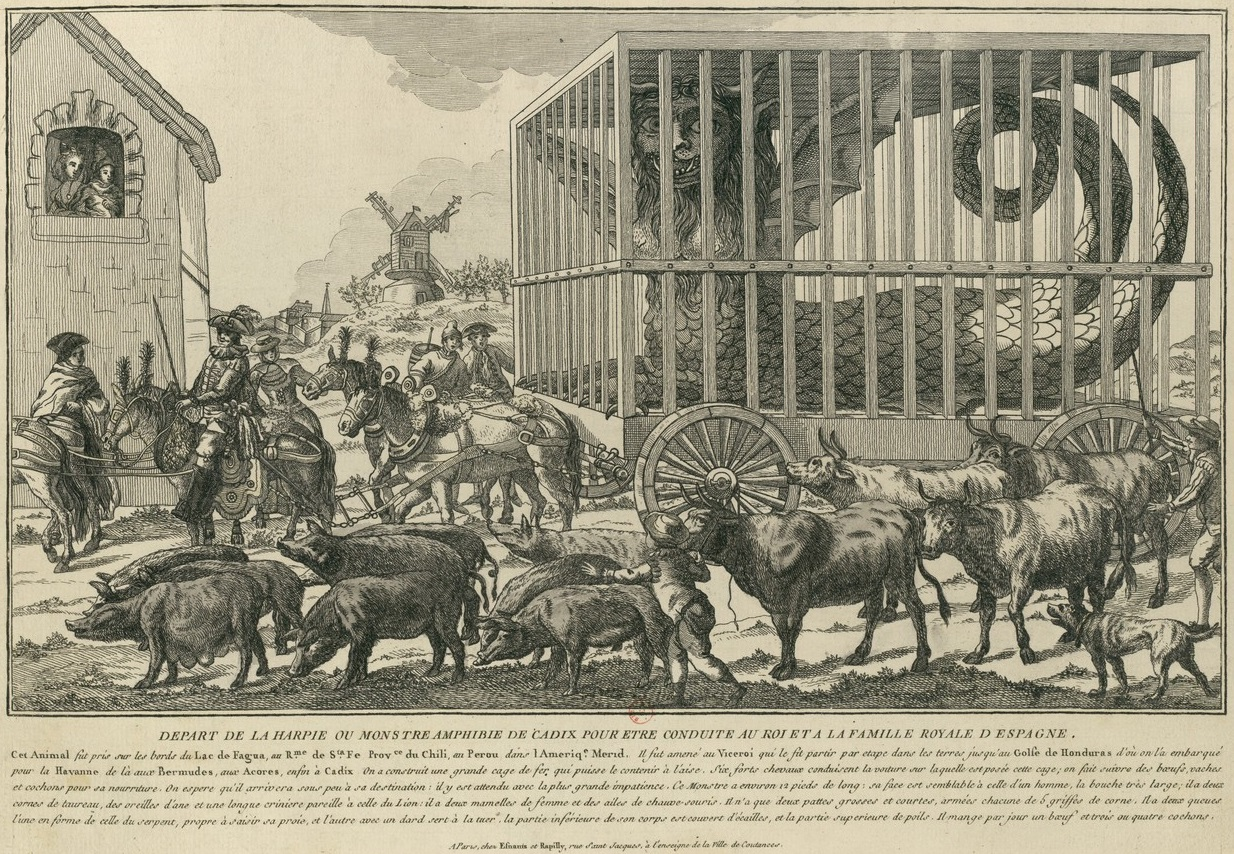
捕えられた怪物

人間に似た顔、頭頂の角、ライオンのような歯、ロバに似た耳、馬のようなたてがみ、コウモリのような翼、蛇あるいはドラゴンのような体を持ち、尻尾は2本ある。2本の尾のうち1本は尖っていて槍として利用し、もう一本は吸盤がついていて獲物を捕まえるのに用いられた。夜行性で、夜間に湖から姿を現し、牛や豚といった家畜を食い荒らしたという。
前述の新聞によればこの怪物は最終的に捕獲され、ヨーロッパに送る予定であると掲載されている。ところが、この説明に登場する「ファグア湖」は実在せず、架空の地名であるため、生物の報告も同様に疑わしい。この架空の地名は、怪物の貪欲さを表すためにギリシャ語の動詞「食べる」（φάτνη）から命名されたものの可能性がある。
ファグア湖の怪物は政治に関連する風刺画を起源にもつと言われる。
この怪物はフランス革命が爆発することになる10年間、フランス社会の様々な場所で描写された。
アニー・デュプラはこれをマリー・アントワネットの風刺画であると解釈した。
1784年にタグア・タグア湖で捕獲されたという怪物の報告があるが、これも元は同一のものである。